# Historia ziem chorwackich przed przybyciem Słowian
Historia ziem chorwackich przed przybyciem Słowian – obejmuje dzieje ziem chorwackich, tj. Dalmacja, Lika, Istria, Panonia i Slawonia, przed przybyciem plemion słowiańskich ok. VI/VII w.

## Starożytność

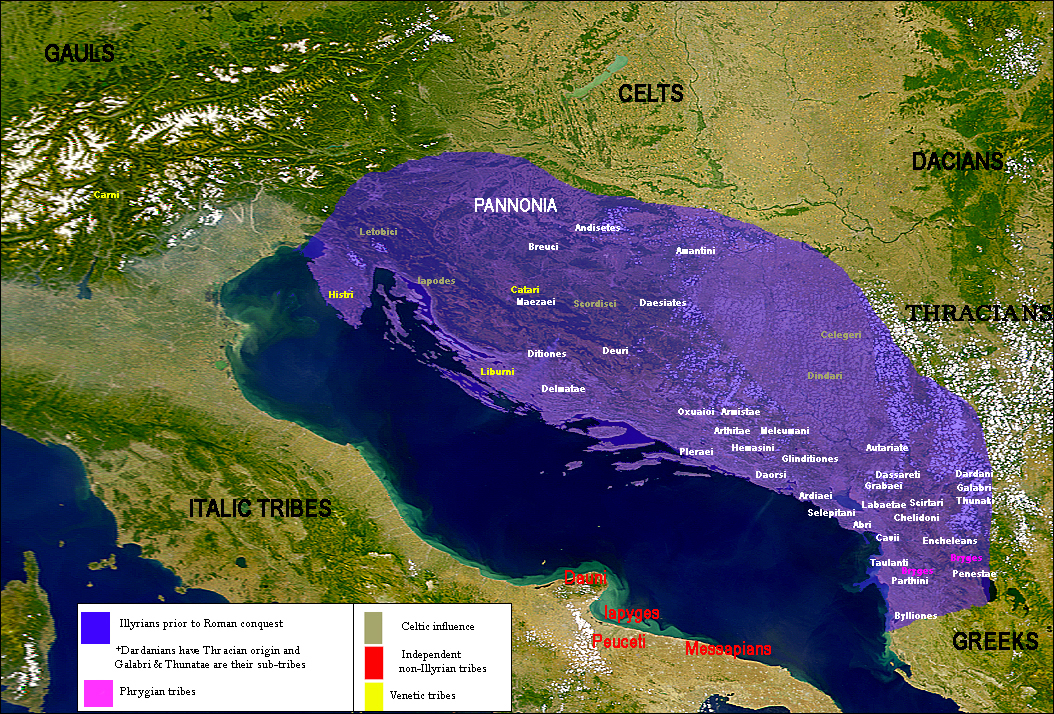
Obszar zamieszkiwany przez Ilirów.

### Ludy iliryjskie
Illirowie zamieszkiwali zachodnie obszary Półwyspu Bałkańskiego już w epoce brązu i wczesnego żelaza. Choć kwestia genezy i pochodzenia Ilirów wciąż nie została naukowo wyjaśniona, najprawdopodobniej plemiona te przybyły na Półwysep Bałkański ok. 2 tys. lat p.n.e. i były jednym z najstarszych ludów zamieszkujących te tereny. Według innej hipotezy Ilirowie mogli być autochtonicznymi mieszkańcami Półwyspu Bałkańskiego, ponieważ wykazują pewną ciągłość z niektórymi wcześniejszymi kulturami odkrytymi na tym obszarze. Faktem jest, iż był to de facto zbiór wielu spokrewnionych plemion, których nie sposób od siebie łatwo odseparować, aniżeli jeden, homogeniczny lud. Na obszarach później zasiedlonych przez Chorwatów byli to: Jasowie w Chorwacji centralnej, Kolapiani i Varciani w Slawonii, Breuci w Srijemie, Liburni w Lice, Dalmatowie w Dalmacji, Daorsowie i Ardiajowie nad dolną Neretwą, Pleraje w górnej Dalmacji oraz Japodzi zamieszkujący tereny od jaskini Postojna w Słowenii do rzeki Krki. Część z tych plemion stanowiła mieszaninę ludności iliryjskiej z, przybyłymi z północnej Italii w IV w. p.n.e., Celtami. Na przestrzeni kolejnych wieków Celtowie zmieszali się z Ilirami. Jednym z plemion celtycko-iliryjskich obejmujących największy obszar było plemię Japodów, z ośrodkiem w Metulum (obecnie Josipdol), obejmujące obszerne terytorium od Słowenii do Bośni. Celtowie przynieśli ze sobą nową kulturę materialną, zwaną lateńską, swoje wierzenia oraz nieznane wcześniej plemionom iliryjskim, koło garncarskie.
Pierwsze wzmianki o plemieniu Histrów zamieszkującym półwysep Istria pojawiają się w XI w. p.n.e. Pochodzenie Histrów nie zostało ostatecznie wyjaśnione naukowo. Zamieszkiwali oni tereny od rzeki Reka (Słowenia) na zachodzie do rzeki Raša na wschodzie (Chorwacja) obejmując niemal cały półwysep. Ich główne ośrodek znajdował się w Nesactium obok Puli. Na północy półwyspu żyli Japodzi, a na wschód od rzeki Raš - Liburni. Ok. 400 r. p.n.e. przez półwysep przeszli Celtowie jednak ślady ich kultury materialnej się nie zachowały.
Od plemienia Histrów wziął nazwę półwysep Istria, od Dalmatów nazwę wzięła Dalmacja (Delmat oznaczał pasterza), od Liburnów – Liburnia (obecnie Lika).

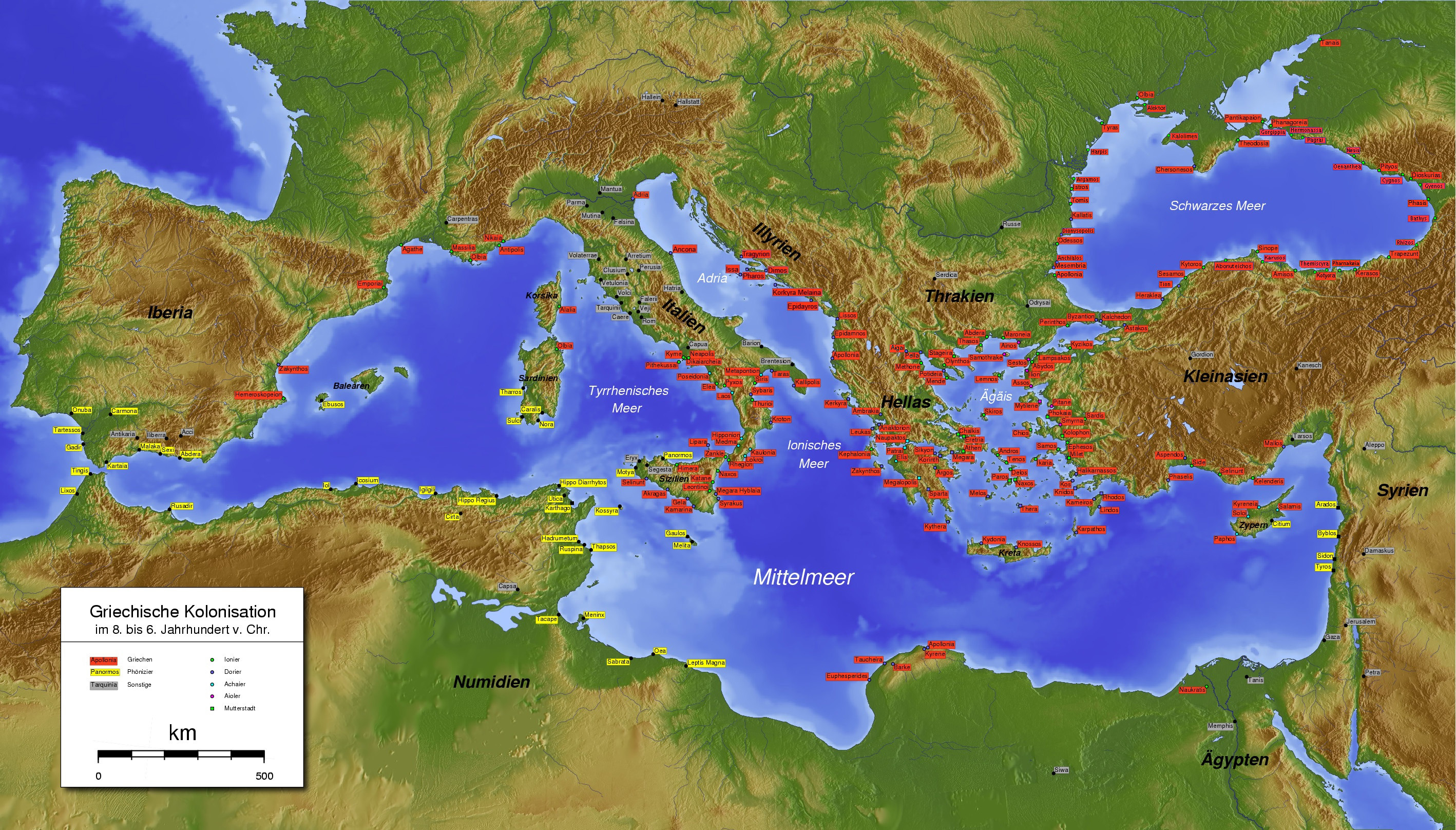
Okres wielkiej kolonizacji greckiej. Na mapie widać położenie Ilirów i greckie kolonie w rejonie Adriatyku (na czerwono).

### Greckie kolonie
Od I tysiąclecia p.n.e. coraz żywsze stawały się kontakty handlowe z cywilizacją grecką. W IV w. p.n.e., za czasów Dionizjusa Starszego, Grecy z sycylijskich Syrakuz zaczęli kolonizować wybrzeże dalmatyńskie. Najstarsza ich kolonia handlowa powstała przed 385 r. p.n.e. na wyspie Issa (obecnie Vis). Nowe fale kolonistów zakładały kolejne, m.in. na wyspie Pharos (Hvar) oraz na lądzie, m.in. Traugurion (Trogir), Salona (Solin), Epetion (Štobreč) i Epidaurum (Cavtat). Wyspę Korkyra Melaina (Korčula) zasiedlili Grecy z Knidos. Wraz z kolonizatorami na terytorium iliryjskie przenikała grecka kultura, język, pismo, a nawet system monetarny. Dzięki Grekom Ilirowie rozwinęli również uprawę winnic, oliwek i sadownictwa, umiejętność budowania statków i wyrabiania naczyń ceramicznych, sztukę żeglowania oraz zdolność do handlu oraz pismo.

### Panowanie Cesarstwa Rzymskiego
W III w. p.n.e. powstał w Dalmacji silny związek plemienny utworzony przez celtycko-iliryjskie plemię Ardiajów. Stający na jego czele król Agron podbił kolonie greckie na lądzie stałym, a następnie wyspę Pharos (Hvar). Po jego śmierci królowa Teuta przystąpiła, w 229 r. p.n.e., do podboju wyspy Issa (Vis). Grecy zagrożeni przez Ilirów zwrócili się o pomoc do Republiki rzymskiej i tak rozpoczęła się długa seria wojen rzymsko-iliryjskich. Na wybrzeżu Adriatyckim najsilniejszy opór stawiali Rzymianom, w 156 r. p.n.e., Dalmatowie, którzy utworzyli nowy potężny związek plemienny ze stolicą w Delminium, obejmujący ziemie od Neretwy do rzeki Rašy na Istrii. Państwo to przetrwało do I w. p.n.e. W 135 r. ponownie bunt podnieśli Ardiajowie, którzy szybko zostali zwyciężeni i przesiedleni karnie w głąb dzisiejszej Hercegowiny. Do połowy I w. p.n.e. nie udało się Rzymowi ujarzmić Ilirów. Plemiona iliryjskie wspomagały Pompejusza w walce z Cezarem (zob. wojna domowa Cezara z Pompejuszem). Dopiero Oktawian August podbił Japodów i Panonów w 35 r. p.n.e. tworząc tzw. rzymski limes – granicę na rzece Sawie umocnioną twierdzami z ośrodkiem w Siscium (Sisak). Rzymianie podbili również kolonie greckie, a przy tym przyswajali wpływy tamtejszej kultury. Ilirowie i Celtowie wciąż jednak nie byli pokonani, gdyż dwukrotnie, w 16 i 12 r. p.n.e., wzniecili powstania. W latach 12–9 p.n.e. Rzymianie podbili Panonów naddunajskich i Dalmatów – dwa ludy najdłużej stawiające opór. Do ostatniego buntu Ilirowie zerwali się w 6 r. n.e (zob. powstanie w Panonii). Po trzech latach walk wodzowie rzymscy rozbili powstańców. Wraz z upadkiem ostatniego powstania, podbój Ilirii został zakończony. W 10 r. n.e. utworzono rzymskie prowincje: Dalmację (na południu) i Panonię (na północy). Cesarz Trajan, na początku II w., podzielił prowincję Panonia na Górną Panonię (Panonia Superior) na zachodzie i Dolną Panonię (Panonia Inferior) na wschodzie. 

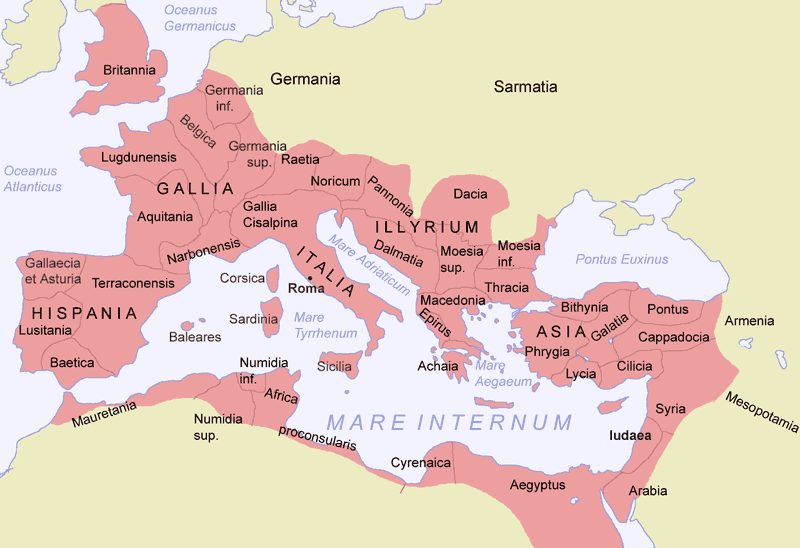
Prowincje rzymskie na początku II w. Na mapie zaznaczono Dalmację i Panonię.

W III w. p.n.e. również Istria stanęła na drodze rzymskiego parcia na wschód. Po długich wojnach z Histrami ich główny ośrodek w Nesactium upadł w 177 r. p.n.e. Ok. 50 r. p.n.e. Rzymianie, po uprzednim pokonaniu Japodów, zwyciężyli również Liburnów przejmując kontrolę nad całym półwyspem. Ok. 12 r. p.n.e. Rzymianie przesunęli granicę włączając obszar Istrii do Italii jako Venetia et Histria.

Na przełomie I i II w. n.e. Cesarstwo Rzymskie znajdowało się u szczytu swojej potęgi, jednak w połowie II w. zaczęło powoli słabnąć, jednocześnie sukcesywnie dochodziło do zwiększenia znaczenia Ilirii. Z Dalmacji, a konkretniej z Salony (Solin), pochodził m.in. cesarz Dioklecjan, który zmarł w 316 r. w wielkim pałacu wzniesionym na jego życzenie w Spalatum (Split), który zachował się do dziś. Rzymianie nie narzucali podbitym ludom swoich obyczajów, religii, języka ani instytucji publicznych. Plemiona iliryjskie i celtyckie, a także greckie miasta na wybrzeżu zachowały swoją autonomię. Kultura iliryjska koegzystowała z importowaną, romańską. Plemiona nierzadko wciąż żyły według swych dawnych zwyczajów, zachowały dawne wierzenia oraz używały rdzennej toponimii. Nie oznacza to, że latynizacja autochtonów w ogóle nie miała miejsca, jednak dotknęła ona głównie okolice ośrodków administracyjnych oraz garnizonów i warowni wojskowych. Tożsamość iliryjska zdecydowanie silniej opierała się romanizacji w głębi lądu. Miasta rzymskie rozwinęły się najwcześniej na Istrii i w Dalmacji, a następnie również w Panonii. W Panonii Dolnej założono m.in. miasta Mursa nad Drawą (Osijek) i Sirmium (Sremska Mitrovica). W części kontynentalnej istotną rolę odgrywały również miasta Cibalae (Vinkovci), Andautonia (Ščitarjevo), Aquae Iasae (Varaždinske Toplice) i Marsonia (Slavonski Brod).  Na wybrzeżu jako ważne ośrodki rozwinęły się miasta Iadera (Zadar), Narona (Vid), Aequum (Čitluk), Epidaurum (Cavtat), Scardona (Skradin) oraz dawne kolonie greckie, które uzyskały status miasta, m.in. Issa (Vis) oraz Pharus (Stari Grad na wyspie Hvar). 

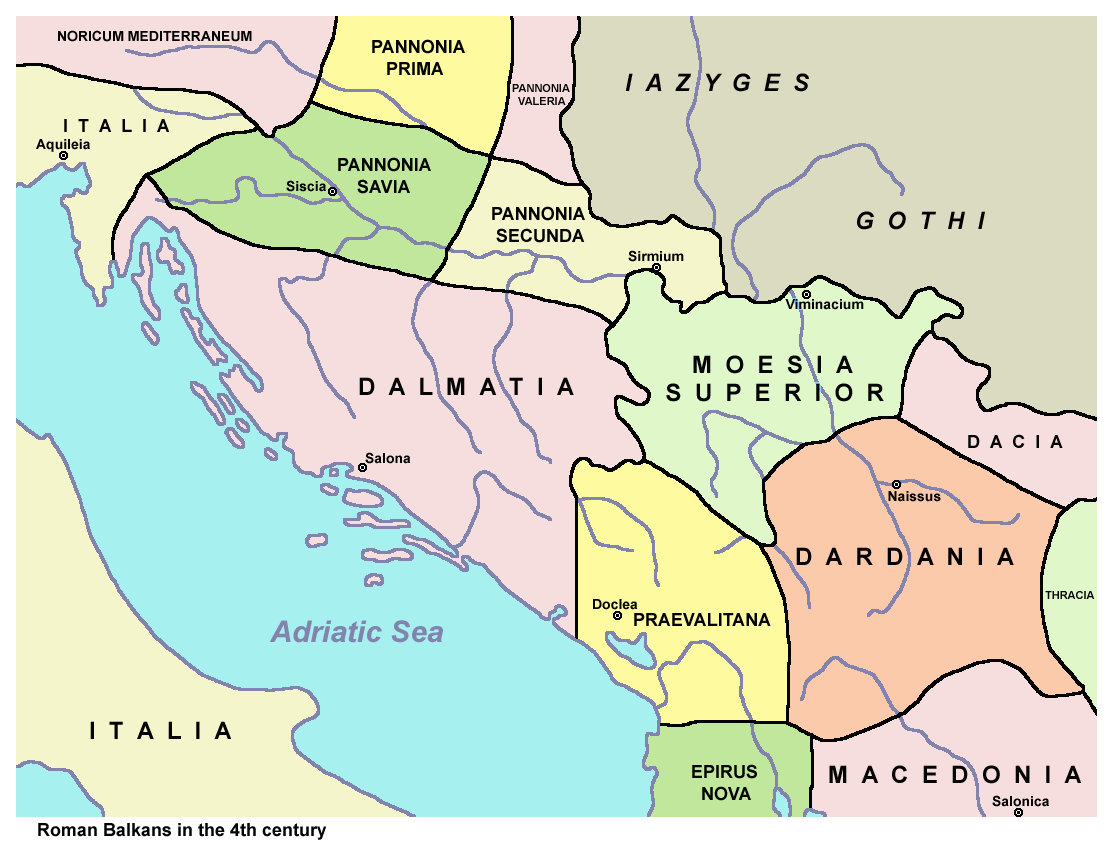
Mapa Bałkanów zachodnich z IV w. – podział na rzymskie prowincje.

"Stolicą" prowincji iliryjskich (tzw. Illiricum) była Salona (Solin), gdzie rozchodziły się drogi przecinające wnętrze kraju, prowadzące do Siscium (Sisak) i Sirmium (Sremska Mitrovica). Z powodów wojskowych, administracyjnych i handlowych prowincje iliryjskie były dobrze skomunikowane z Italią, a poszczególne ośrodki miejskie łączyły drogi lądowe (użytkowane jeszcze w średniowieczu) oraz rzeczne. Główna komunikacja odbywała się tzw. drogą Flawiusza (via Flavia) od Triestu do Puli i drogą morską wzdłuż zachodniego wybrzeża Istrii. Na przełomie III i IV w. wierzenia chrześcijańskie zostały przyjęte przez szersze warstwy ludności miejskiej, a następnie wiejskiej. W ciągu wieków szczególnie tereny nadmorskie zostały niemal w całości schrystianizowane.
W IV w. chrześcijaństwo przekształciło się w religię państwową Cesarstwa Rzymskiego, a na Bałkanach powstała gęsta sieć gmin chrześcijańskich. We wszystkich większych miastach zakładano również biskupstwa, m.in. w Sisaku, Osijeku, Vinkovcach, Tomislavgradzie. Wraz z rozprzestrzenieniem się chrześcijaństwa wzmogły się procesy romanizacji ludności iliryjskiej. W VI–VII w. stopniowo ulegały zapomnieniu stare nazwy plemienne ludów iliryjskich. Panowanie Rzymian pozostawiło po sobie liczne obiekty użyteczności publicznej, tj. termy, świątynie, drogi, amfiteatry, z których wiele istnieje do dziś, m.in. amfiteatr w Puli, pałac Dioklecjana w Splicie, Łuk Sergiusza czy świątynia Augusta.
Cesarz Dioklecjan, w 297 r., wprowadził nowy podział administracyjny i podzielił całą Panonię na cztery części. Górną Panonię (Panonia Superior) podzielono na: Pannonia Savia z centrum w grodzie Siscium (Sisak) i na Panonię Prima (lub Panonię Superior). Dolna Panonia została podzielona na Panonię Secunda (lub Panonię Inferior) z ośrodkiem w Sirmium (Sremska Mitrovica) i na Panonię Valeria z ośrodkiem w Sopianae (Pecz). W 395 r. cesarz Teodozjusz Wielki podzielił cesarstwo między dwóch synów, tworząc cesarstwo wschodniorzymskie i zachodniorzymskie. Podział ten przebiegał wzdłuż linii Driny; historycznie miał ogromny wpływ na losy regionu i do dziś stanowi granicę wpływu kultury wschodu i zachodu – prawosławia i katolicyzmu. Po podziale wszystkie cztery Panonie oraz Dalmacja przypadły cesarstwu zachodniorzymskiemu. 

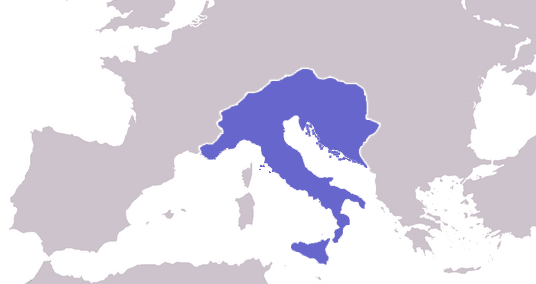
Zasięg państwa Ostrogotów u szczytu potęgi. Na mapie widać podbitą Dalmację i Panonię.

## Po upadku Cesarstwa Rzymskiego
W V w. kontynentalną część Półwyspu Bałkańskiego (w tym Panonię) pustoszyli Hunowie, których państwo rozpadło się w 453 r. po śmierci Attyli. Po upadku Rzymu Dalmację podbił, w 481 r., król Italii, germański wódz Odoaker, a po jego klęsce w 493 r., Dalmację opanował ostrogocki władca Teodoryk (zob. podbój Italii przez Gotów). Panonia weszła pod władanie Ostrogotów już w roku 453, a Istria – w 489. W tym czasie ludność mieszała się o czym zaświadczają gockie i germańsko-rzymskie groby, m.in. na Istrii. W okresie władcy ostrogockiej Dalmacja została połączona z Panonią Savia w jedną jednostkę administracyjno-wojskową, którą zarządzał comes z siedzibą w Salonie, gdzie mieściła się również metropolia kościelna, której podlegali dalmatyńscy biskupi. Na początku VI w. wojny z Ostrogotami na obszarze Dalmacji prowadził cesarz bizantyjski – Justynian I; ostatecznie, po pokonaniu Ostrogotów w 535 r., Dalmacja (wraz z Panonią Savią) stała się prowincją Cesarstwa Bizantyjskiego. Pod koniec VI w. Dalmacja podlegała bizantyńskiemu egzarchatowi Rawenny. Jednym z najlepiej zachowanych przykładów sztuki bizantyjskiej z tego okresu jest Bazylika Eufrazjana w Poreču. Po pokonaniu Ostrogotów rozpoczął się nowy okres wędrówki ludów w tym również Słowian i Awarów. W VI w. ludy awarsko-słowiańskie wkroczyły do Panonii, a na początku VII w. przez Dalmację dotarły do Adriatyku.